# 235 f.Kr.

## Händelser

### Efter plats

#### Romerska republiken
- I Rom presiderar konsuln Titus Manlius Torquatus då portarna till Janustemplet stängs för första gången, vilket betyder att freden är sluten.

#### Anatolien
- Under kung Attalos I börjar Pergamon bygga upp sin makt och inflytande.

#### Grekland
- Aratos från Sikyon för in Megalopolis i det akaiska förbundet.
- Eforen Lysander säger sig ha sett ett tecken från gudarna mot kung Leonidas II av Sparta, så Leonidas flyr för att undvika att ställas inför rätta. I sin frånvaro blir han avsatt från tronen och efterträds av sin svärson Kleomenes III.

### Efter ämne